# رامان براتاسيفيتش
رامان براتاسيفيتش صحفي وناشط معارض بيلاروسي.

## السيرة الشخصية
كان براتاسيفيتش ناشطًا معارضًا منذ شبابه وشارك في الاحتجاجات في أوائل عام 2010. شارك في إدارة مجموعة كبيرة مناهضة لألكسندر لوكاشينكو في فكونتاكتي وهي شبكة اجتماعية حتى عام 2012 عندما تم اختراقها من قبل السلطات. التحق بكلية الصحافة في جامعة بيلاروسيا الحكومية، لكنه طُرد بعد ذلك بوقت قصير. في عام 2017 اتُهم بالمشاركة في حدث غير مصرح به في كوراتي، لكنه تمكن من إثبات أمام المحكمة أن لديه عذرًا لذلك اليوم. على الرغم من عدم حصوله على تعليم رسمي فقد عمل في وسائل الإعلام البيلاروسية كصحفي. اعتبارًا من مارس 2019 كان مصورًا لموقع الراديو الأوروبي لبيلاروسيا وعمل في اجتماع رؤساء وزراء النمسا (سيباستيان كورتس) وبيلاروسيا (سيرجي روماس) في مينسك. كما عمل في النسخة البيلاروسية لإذاعة أوروبا الحرة/راديو الحرية. في عام 2019 انتقل براتاسيفيتش إلى بولندا. في 22 يناير 2020 أعلن أنه طلب اللجوء السياسي في بولندا.
اعتبارًا من عام 2020 قام براتاسيفيتش بتشغيل قناة نيكستا في التيلغرام. في أغسطس 2020 بعد أن حاولت السلطات البيلاروسية تعطيل الوصول إلى الإنترنت خلال الانتخابات الرئاسية لعام 2020، أصبحت نيكستا أحد المصادر الرئيسية للمعلومات حول الاحتجاجات ضد الانتخابات المزورة وبدأت في تنسيق الاحتجاجات. القناة لديها ما يقرب من 800.000 مشترك جديد في الأسبوع. في سبتمبر 2020 غادر براتاسيفيتش نكستا.
في 5 نوفمبر 2020 اتُهم براتاسيفيتش وبوسيلا بتنظيم أعمال شغب جماعية (المادة 293 من القانون الجنائي البيلاروسي)، وأعمال تنتهك بشكل صارخ النظام العام (المادة 342) والتحريض على العداء الاجتماعي على أساس الانتماء المهني (المادة 130، الجزء 3). في 19 نوفمبر 2020 وضعهم الكي جي بي البيلاروسي على قائمة الإرهابيين. في 2 مارس 2021 أعلن أنه بدأ العمل في قناة بيلاموفا في التيلغرام التي حرّرها سابقًا المدون المعتقل إيهار لوسيك.

### رحلة ريان آير 4978 والاعتقال
في 23 مايو 2021 تم اعتراض رحلة رايان إير رقم 4978 (أثينا - فيلنيوس) مع براتاسيفيتش من قبل طائرة مقاتلة بيلاروسية، وتم تحويل مسارها إلى مطار مينسك الوطني. وقال موظفو مطار مينسك إن هذا كان بسبب أنباء عن انفجار قنبلة على متن الطائرة. صرحت سلطات المطار الليتوانية أنها لم يتم إبلاغها بتهديد بوجود قنبلة، وأن سبب التحويل كان بدلاً من ذلك نزاع بين أحد الركاب وأحد أفراد الطاقم. في مينسك تم إخراج براتاسيفيتش من الطائرة واعتقاله. لم يتم العثور على قنبلة على متنها. على الرغم من حقيقة أن الطائرة كانت أقرب إلى فيلنيوس، إلا أن الرئيس البيلاروسي ألكسندر لوكاشينكو وفقًا للخدمة الصحفية له أمر شخصيًا بإعادة توجيه الطائرة إلى مينسك وأرسل طائرة مقاتلة تابعة لسلاح الجو البيلاروسي ميج 29 لمرافقتها.
وفقًا لممثل رايان إير الذي نقلته صحيفة نوفايا غاسيت الروسية، فإن مراقبة الحركة الجوية البيلاروسية هي التي أبلغت طاقم الطائرة بالتهديد وطلبت منهم تغيير المسار إلى مينسك. تم نشر مقطع فيديو في مجتمع رصد الطائرات البيلاروسية، ويُزعم أنه يُظهر اعتراض طائرة ميغ -29 المزودة بصواريخ جو - جو.
في تغريدة بتاريخ 23 مايو 2021 قالت زعيمة المعارضة البيلاروسية المنفية سفياتلانا تسيخانوسكايا إنه بسبب هذه الاتهامات، سيواجه براتاسيفيتش عقوبة الإعدام في بيلاروسيا. ووفقًا لمصادر أخرى فإن التهم الموجهة إليه قد تصل عقوبتها إلى السجن لمدة 15 عامًا.
اقترح محامي الطيران الأوكراني أندريه غوك أن اعتراض الطائرة العسكرية وإعادة توجيه الطائرة إلى مطار أبعد قد يعرض سلامة الركاب وأفراد الطاقم للخطر. كما أشار إلى أن الملحق 2 من اتفاقية شيكاغو يعتبر اعتراض الطائرات المدنية من قبل الطائرات العسكرية هو الملاذ الأخير للغاية، لكن الطائرة العسكرية البيلاروسية أقلعت على الفور. كما ذكر الأستاذ المساعد في المدرسة الروسية العليا للاقتصاد الدكتور جليب بوجوش أن إطلاق (مسرحية) تهديد بوجود قنبلة واعتراض الطائرة من قبل السلطات البيلاروسية يمكن أن يعرض الركاب وطاقم الطائرة للخطر وأن كلا من اتفاقية شيكاغو و1971 يجب استخدام اتفاقية مونتريال في التقييم القانوني للقضية. كما وصف الوضع بأنه «سابقة خطيرة للغاية».